# Laze pri Gorenjem Jezeru
Laze pri Gorenjem Jezeru – wieś w Słowenii, w gminie Cerknica. W 2018 roku liczyła 16 mieszkańców.